# Emma Johnson (klarinettiste)
Emma Johnson (Londen, 1966) is een Brits klarinettiste.
In 1984 won ze het BBC Young Musician of the Year-concours, toen ze het klarinetconcert van Bernhard Henrik Crusell speelde in de finale die op televisie werd uitgezonden.
Ze was leerlinge van de meisjesschool Newstead Wood School for Girls in Orpington en de Sevenoaks School. Daarna studeerde ze eerst Engels en later muziek aan de Pembroke College in Cambridge.
Emma Johnson bracht verscheidene cd's uit, waaronder een aantal populaire en jazznummers naast het standaard klassieke repertoire. Ze speelt op een klarinet van Peter Eaton.
De soundtrack van de BBC-televisieserie The Victorian Kitchen Garden, een suite bestaande uit vijf korte delen voor klarinet en harp werd aan Johnson opgedragen door de componist Paul Reade.